# Armando Sensini
Armando Sensini, född 21 september 1909, död 21 oktober 1979, var en argentinsk friidrottare. Han deltog vid olympiska sommarspelen 1948.